# Анамбе
Анамбе су тупијски народ настањен у бразилској држави Пара на резервату Тера Индижена Анамбе (површине 7.882 хектара) у општини Можу, уз горњи ток реке Кајрари, притоке реке Можу.

## Историја

### 19. век
Анамбе су у првој половини 19. века живеле западно од реке Токантинс, на реци Пакажа, притоци реке Пара, близу града Портела. Са првим белцима који су дошли у овај крај, били су у сукобу. Убрзо су дошли у контакт са језуитима, са којима су живели у миру. Језуити су многе од њих одвели у Портел, где су одвојили жене од мушкараца. Мушкарци су радили на пољима или као веслачи, а жене као праље и куварице. Овиме су многе Анамбе биле незадовољне, због чега се сукобљавају са својим поглавицом и деле у мање одвојене групе. Након напада непознатог људождерског племена, Анамбе су се преселиле на једну од притока реке Пакаже.
Средином 19. века део Анамба долази на леву обалу реке Токантинс, где су затражили заштиту и насељени у једно село у близини дистрикта Бајан. Остатак Анамба остао је на горњем току реке Пакажа. Од ове групе, до средине 1870-их већина је умрла у сукобима и од малих богиња, деветоро преживелих се прикључило Анамбама у селу на реци Токантинс. До краја 19. века Анамбе су се селиле између река Пакажа и Токантинс, да би коначно кренуле на исток преко реке Токантинс и населиле се у басен реке Можу.
Према подацима антрополога Фигејредуа, до којих је дошао од самих Анамба, након што су допловили до реке Можу, сукобили су се са другим домороцима (Гавијао до Оесте), од којих су се склонили на обале реке Кајрари.

### 20. век
Били су једини становници горњег тока реке Кајрари, до средине 20. века када у ову област почињу да долазе бразилске дрвосече и сакупљачи балате (гутаперча), гумоликог материјала добијеног сушењем млечног сока врсте дрвета Manilkara bidentata. У почетку су Анамбе дошљацима продавале месо и крзно дивљих животиња, као и брашно, да би од 1970-их година неке Анамбе почеле повремено да раде као дрвосече или да продају дрво за путујуће амазонске трговце.
Популација Анамба у 20. веку је од 1940-их, када их је било 60, у порасту, до 2000. порасла је на 132, да би 2014. достигла број од 161.

## Култура
Начин живота данашњих Анамба је веома сличан животу локалних Бразилаца. Њихове куће не разликују се много од других кућа у том подручју. Већи део алата и оруђа које користе је куповног порекла, изузетак су мале кошаре, спирална сита, авани за млевење кукуруза и другог зрња, кануи, лукови и стреле. Инетеграцији у бразилско друштво у великој мери су допринели међуетнички бракови. 1980-их година стари вођа Анамба био је поштован, али је вођство преузео млади мушкарац, који је добро познавао урбани начи живота и који је лакше успостављао контакт са локалним недомородачким становништвом.
Према антропологу Фигејредуу, Анамбе су 1940-их покрштене у граду Белему, а свима је кум био гувернер државе Пара Барата. Њихова митологија има и католичког и евангелистичког утицаја, док је функција шамана одавно нестала.

## Језик
Њихов анампски језик је 2006. говорило само 6 особа, већина данас говори португалским језиком као матерњим.